# Радио Вихор зове Анђелију
Радио Вихор зове Анђелију је југословенски филм из 1979. године. Режирао га је Јован Живановић, који је написао и сценарио.

## Радња
У планинску забит стиже туризам, а са њим и шанса свим мештанима да промене дотадашњи начин живота. Амбициозна домаћица наговориће супруга да отворе мотел а то ће бити полазна тачка за естрадну каријеру њихове ћерке Анђелије. Али Анђелија ће пореметити њихове планове и уместо каријере изабрати локалног занесењака и радио-аматера.
Инспирација за филм била је пиратска радио станица коју је 1968-75. водио Драган Јовановић Шумадинац из Пајковца код Варварина.

## Улоге
| Глумац                   | Улога           |
| ------------------------ | --------------- |
| Драгомир Драго Чумић     | Паун Џaмић      |
| Нада Војиновић           | Анђелија        |
| Радош Бајић              | Радоје Марковић |
| Мира Бањац               | Лепава          |
| Велимир Бата Живојиновић | Петриња         |
| Велимир Животић          |                 |
| Милован Илић Минимакс    | Жућа            |
| Предраг Милинковић       | Трајило         |
| Растислав Јовић          |                 |
| Зоран Радмиловић         | Инжењер         |
| Владан Живковић          | Милиционер      |
| Миодраг Андрић           | Болe Дискос     |
| Душан Којић              | Шишко           |